# جيرالد د. هاينز
جيرالد د. هاينز (بالإنجليزية: Gerald D. Hines)‏ هو شخصية أعمال أمريكي، ولد في 1925 في غاري في الولايات المتحدة.